# Сборная Мальты по футболу
Сборная Мальты по футболу (мальт. Tim nazzjonali tal-futbol ta’ Malta) — представляет Мальту на международных матчах по футболу. Управляющая организация — Футбольная ассоциация Мальты.
По состоянию на 19 сентября 2019 года сборная в рейтинге ФИФА занимает 179-е место, а в рейтинге УЕФА на 11 октября 2017 года — 51-е.

## История сборной

### Ранние годы
В футбол на Мальтийских островах стали играть в конце XIX века, когда были колонией Великобритании. Первый матч был сыгран 4 марта 1882 года между солдатами гарнизона и королевскими инженерами. Начало игр и создание таких клубов, как «Флориана» и «Санкт-Георгия», помогло получить футболу популярность. Была создана Мальтийская федерация футбола. Чтобы регулировать футбольные соревнования на острове, федерация стала проводить национальный кубок. До Второй мировой войны Мальту посетили ряд известных клубов для участия в Рождественских турнирах, проводимых на острове.
В 1950-е годы состоялся дебют сборной на международной арене. 24 февраля 1957 года в городе Гзира в присутствии 17 421 зрителя Мальта уступила Австрии 2:3. После серии товарищеских матчей, ничьей со сборной Туниса (0:0) и Норвегией (1:1) и победы над тем же Тунисом (1:0), мальтийская федерация присоединилась к международной ассоциации ФИФА (1959) и УЕФА (1960). С этого начался новый этап мальтийского футбола.

### Чемпионат Европы 1964
Мальта подала заявку на участие в чемпионате Европы по футболу 1964 года и дебют сборной на международных соревнованиях состоялся в четверг, 28 июня 1962 года, в матче против сборной Дании. В отборочном соревновании играли два матча, дома и на выезде. Победитель проходил в следующий раунд. Мальта дважды проиграла: в Копенгагене 1:6 и дома в Гзире 1:3. Таким образом Дания прошла дальше, выиграв по сумме двух встреч 9:2.

## История турниров

### Чемпионаты мира
- 1930 — 1970 — Не принимала участия
- 1974 — 2022 — Не квалифицировалась

Сборная Мальты 9 раз принимала участие в отборочных турнирах к чемпионатам мира, 8 раз занимала последние места в своих отборочных группах и один раз — 5-е место в группе из шести участников. Одержано всего две победы — в отборочном турнире к ЧМ-1994 в гостях 12 мая 1993 года над Эстонией 1:0 (гол: Кристиан Лаферла, 15 мин.) и в отборочном турнире к ЧМ-2014, опять же в гостях, 7 июня 2013 года над Арменией с тем же счётом 1:0 (гол: Майкл Мифсуд, 8 мин.).
| Сборная | Участие | Игр | В | Н | П  | ГЗ | ГП  | Разн. |
| ------- | ------- | --- | - | - | -- | -- | --- | ----- |
| Мальта  | 9       | 98  | 2 | 9 | 87 | 32 | 290 | -258  |

### Чемпионаты Европы
- 1960 — не принимала участия
- 1964 — отборочный турнир
- 1968 — не принимала участия
- 1972 — 2020 — отборочный турнир

Мальтийская сборная 11 раз участвовала в отборочных турнирах к ЧЕ и все 11 раз занимала последние места в своих группах. Одержаны четыре победы — над сборной Греции 2:0 (ЧЕ-1976), сборной Исландии 2:1 (ЧЕ-1984), сборной Венгрии 2:1 (ЧЕ-2008) и сборной Фарерских островов 2:1 (ЧЕ-2020)
| Сборная | Участие | Игр | В | Н  | П  | ГЗ | ГП  | Разн. |
| ------- | ------- | --- | - | -- | -- | -- | --- | ----- |
| Мальта  | 11      | 102 | 3 | 14 | 85 | 49 | 288 | -239  |

## Текущий состав
Следующие игроки были вызваны в состав сборной главным тренером Микелем Марколини для участия в матчах квалификации Евро-2024 против сборной Северной Македонии (23 марта 2023) и сборной Италии (26 марта 2023).
Игры и голы приведены по состоянию на 23 марта 2023 года:
|  | Вр  | Генри Бонелло        | 13 октября 1988 (36 лет)  | 44 | 0 | Хамрун Спартанс |  |  |
|  | Вр  | Кэйн Формоза         | 26 ноября 2000 (24 года)  | 0  | 0 | Валлетта        |  |  |
|  | Вр  | Мэттью Грек          | 19 февраля 1996 (29 лет)  | 0  | 0 | Сиренс          |  |  |
|  |     |                      |                           |    |   |                 |  |  |
|  | Защ | Стив Борг            | 15 мая 1988 (37 лет)      | 71 | 3 | Хамрун Спартанс |  |  |
|  | Защ | Зак Мускат           | 22 августа 1993 (31 год)  | 56 | 3 | Фаренсе         |  |  |
|  | Защ | Фердинандо Апап      | 29 июля 1992 (32 года)    | 13 | 1 | Хибернианс      |  |  |
|  | Защ | Карл Микаллеф        | 8 сентября 1996 (28 лет)  | 8  | 0 | Гуджа Юнайтед   |  |  |
|  | Защ | Джеймс Браун         | 12 января 1998 (27 лет)   | 2  | 0 | Сент-Джонстон   |  |  |
|  | Защ | Люк Табон            | 12 августа 1997 (27 лет)  | 0  | 0 | Гзира Юнайтед   |  |  |
|  |     |                      |                           |    |   |                 |  |  |
|  | ПЗ  | Джозеф Мбонг         | 15 июля 1997 (28 лет)     | 44 | 2 | Хамрун Спартанс |  |  |
|  | ПЗ  | Хуан Корбалан        | 3 марта 1997 (28 лет)     | 18 | 1 | Хамрун Спартанс |  |  |
|  | ПЗ  | Бьорн Кристенсен     | 5 апреля 1993 (32 года)   | 36 | 0 | Хибернианс      |  |  |
|  | ПЗ  | Райан Камензули      | 8 сентября 1994 (30 лет)  | 32 | 0 | Хамрун Спартанс |  |  |
|  | ПЗ  | Тедди Теума          | 30 сентября 1993 (31 год) | 27 | 3 | Юнион           |  |  |
|  | ПЗ  | Мэттью Гийомье       | 9 апреля 1998 (27 лет)    | 24 | 2 | Хамрун Спартанс |  |  |
|  | ПЗ  | Кейн Аттард          | 10 сентября 1994 (30 лет) | 15 | 2 | Биркиркара      |  |  |
|  | ПЗ  | Брандон Пайбер       | 5 июня 1995 (30 лет)      | 7  | 0 | Флориана        |  |  |
|  | ПЗ  | Николай Мускат       | 13 июля 1996 (29 лет)     | 4  | 0 | Гзира Юнайтед   |  |  |
|  | ПЗ  | Янник Янкам          | 12 декабря 1997 (27 лет)  | 0  | 0 | Биркиркара      |  |  |
|  |     |                      |                           |    |   |                 |  |  |
|  | Нап | Александер Сатариано | 25 октября 2001 (23 года) | 24 | 3 | Бальцан         |  |  |
|  | Нап | Кириан Нвоко         | 4 июля 1997 (28 лет)      | 22 | 3 | Санта-Лучия     |  |  |
|  | Нап | Шон Димек            | 8 августа 2001 (23 года)  | 16 | 2 | Валлетта        |  |  |
|  | Нап | Пол Мбонг            | 2 сентября 2001 (23 года) | 12 | 0 | Биркиркара      |  |  |
|  | Нап | Джоди Джонс          | 22 октября 1997 (27 лет)  | 4  | 0 | Ноттс Каунти    |  |  |

## Резонансные матчи
- Крупнейшее поражение сборной Мальты от Испании (1:12) в рамках отбора на ЕВРО-1984 сборная Нидерландов считала договорной игрой. Голландцам для выхода на турнир надо было, чтобы Испания не отыграла разницу в 10 мячей, по которой лидировала Голландия, но испанцы всё же преодолели эту разницу и попали на ЕВРО, дойдя там до финала. Факт договорной игры доказать не удалось.
- 6 июня 2017 года в товарищеском матче сборная Мальты сенсационно обыграла Украину 1:0, однако из-за превышения числа допустимых замен (при 6 разрешённых мальтийцы сделали 9, а украинцы 10) матч не был признан официальным, и никаких очков в зачёт рейтинга ФИФА Мальта не получила[3].
- Матч 2 июня 2007 года между Мальтой и Норвегией в рамках группы C отборочного турнира чемпионата Европы 2008 года оказался договорным: хотя Норвегия одержала победу 4:0, три мяча были забиты только в последние 17 минут матча[4]. В 2012 году выяснилось, что к организации договорного матча был причастен мальтийский футболист Кевин Саммут, вступивший в сговор с хорватской букмекерской конторой, которая принимала ставки на эту игру, и ушедший с поля в перерыве. За это его пожизненно отстранили от футбола решением исполкома УЕФА[5].

## Форма

### Домашняя
| 2016 | 2020 | 2022— |

### Гостевая
| 2016 | 2020 | 2022— |

Источники:,